# Witte woestijnzon
Witte woestijnzon (Russisch: Белое солнце пустыни, Beloje solntse poestyni) is een klassieke Ostern uit de Sovjet-Unie uit 1970.
Witte woestijnzon is waarschijnlijk een van de meest populaire Russische films aller tijden. De mix van actie, komedie, muziek en drama maakten de film zeer succesvol en gaven hem de status van cultfilm in de Sovjet- en Russische cultuur.
In 1998, bijna 30 jaar na de première van de film, kregen de makers van de film de Staatsprijs van de Russische Federatie voor Literatuur en Kunst van 1997.
De scenarioschrijvers publiceerden een boek onder dezelfde titel en later werd er ook een Russisch computerspel gelanceerd dat was gebaseerd op de film.

## Het verhaal
De film speelt zich af tegen de achtergrond van de kusten van de Kaspische Zee, waar de Rode Legersoldaat Fjodor Soechov een aantal jaar heeft gevochten in de Russische Burgeroorlog in Russisch Azië. Na te zijn verpleegd en ontslagen te zijn uit militaire dienst, vertrekt hij naar huis om zijn vrouw te zien. Hij raakt echter betrokken bij een gevecht in de woestijn tussen een cavalerie-eenheid van het Rode Leger en de Basmatsjirebellen. Soechov moet uiteindelijk de harem van de Basmatsji-guerrillaleider Abdullah beschermen en bewaken als zijn legerkameraden deze guerrillaleider achtervolgen. Deze taak blijkt echter veel moeilijker dan hij van tevoren had gedacht en tussen de aanvallen van de Basmatsji's en aanbiedingen van de harem door (die hem daarop zien als hun man), moet Soechov zich bezighouden met Veresjtsjagin, een dronken voormalige douanefunctionaris van het Russische Rijk, die nog steeds toeziet op de handelspost en het museum waarin zij schuilen.

## Rolverdeling
| Acteur             | Personage         | Russische spelling acteur |
| ------------------ | ----------------- | ------------------------- |
| Raisa Koerkina ()  | vrouw van Soechov | Раиса Куркина             |
| Anatoli Koeznetsov | Soechov           | Анатолий Кузнецов         |
| Spartak Misjoelin  | Sayid             | Спартак Мишулин           |
| Pavel Loespekajev  | Veresjtsjagin     | Павел Луспекаев           |
| Kachi Kavsadze     | Abdullah          | Кахи Кавсадзе             |
| Tatjana Fedotova   | Goeltsjataj 1     | Татьяна Федотова          |
| Tatjana Denisova   | Goeltsjataj 2     | Татьяна Денисова          |
| Nikolaj Godovikov  | Petroecha         | Николай Годовиков         |

## Citaten
Veel populaire gezegdes hebben door de film hun entree gemaakt in de Russische taal, waarvan het eerste verreweg het bekendst is:
- Het oosten is een subtiele zaak (Восток — дело тонкое; Vostok - delo tonkoje); wijst op een ingewikkelde of moeilijke zaak, die niet noodzakelijk "oostelijk" hoeft te zijn.
- De douane zegt "OK"! ("Таможня дает добро!"; Tamozjnja dajet dobro!); wijst op elke vorm van goedkeuring, vooral goedkeuring met tegenzin.
- Hun granaten zijn van het verkeerde systeem ("У них гранаты не той системы"; Oe nich granaty ne toj sistemy); wijst op een vorm van excuus of een reactie daarop, vooral een waardeloos excuus.

## Trivia
- Het belangrijkste themanummer, Uw Edele, Vrouwe Voorspoed (Ваше благородие, госпожа Удача; muziek: Isaak Schwarz, tekst: Boelat Okoedzjava) was decennialang een grote hit.
- De film wordt vaak bekeken door kosmonauten voordat ze op ruimtemissie gaan. Dit doen ze een dag voordat ze worden gelanceerd.